# Groupe de NGC 6753
Le groupe de NGC 6753 comprend au moins sept galaxies situées dans les constellations du Paon et du Télescope. La distance moyenne entre ce groupe et la Voie lactée est d'environ 49,0 Mpc (∼160 millions d'al).

## Membres
Le tableau ci-dessous liste les sept galaxies du groupe indiquées dans l'article de A.M. Garcia paru en 1993.
| Nom        | Constellation | Class.         | Type                     | α (J2000.0)    | δ (J2000.0)    | Vitesse radiale (km/s) | m            | Distance (Mpc) | Diamètre (kal) |
| ---------- | ------------- | -------------- | ------------------------ | -------------- | -------------- | ---------------------- | ------------ | -------------- | -------------- |
| NGC 6753   | Paon          | (R')SA(r)b     | Spirale                  | 19h 11m 23.64s | -57° 02′ 58.4″ | 3169 ± 8               | 11,1         | 45,8 ± 3,2     | 189            |
| NGC 6758   | Télescope     | E+?            | Elliptique               | 19h 13m 52.34s | -56° 18′ 35.8″ | 3404 ± 40              | 11,6         | 49,2 ± 3,5     | 189            |
| NGC 6780   | Télescope     | SAB(rs)c       | Spirale intermédiaire    | 19h 22m 50.88s | -55° 46′ 33.0″ | 3496 ± 10              | 12,6         | 50,5 ± 3,5     | 140            |
| IC 4832    | Télescope     | SA(s)a?        | Spirale                  | 19h 14m 03.87s | -56° 36′ 38.6″ | 3420 ± 39              | 12,7         | 49,5 ± 3,5     | 171            |
| IC 4856    | Télescope     | IB(s)m pec?    | Irrégulière magellanique | 19h 27m 30.53s | -54° 54′ 30.7″ | 3314 ± 9               | 13,7         | 47,7 ± 3,3     | 117            |
| ESO 184-26 | Télescope     | SAB0-?         | Lenticulaire             | 19h 11m 54.67s | -56° 16′ 34.1″ | 3559 ± 45              | 12,67 ± 0,09 | 51,5 ± 3,7     | 105            |
| ESO 184-33 | Télescope     | SA(s)0^0^? pec | Lenticulaire             | 19h 12m 54.42s | -56° 16′ 47.0″ | 3353 ± 40              | 12,91 ± 0,09 | 48,5 ± 3,5     | 77             |

Le site DeepskyLog permet de trouver aisément les constellations des galaxies mentionnées dans ce tableau ou si elles ne s'y trouvent pas, l'outil du site constellation permet de le faire à l'aide des coordonnées de la galaxie. Sauf indication contraire, les données proviennent du site NASA/IPAC.